# Eurya quinquelocularis
Eurya quinquelocularis är en tvåhjärtbladig växtart som beskrevs av Clarence Emmeren Kobuski. Eurya quinquelocularis ingår i släktet Eurya och familjen Pentaphylacaceae. Inga underarter finns listade i Catalogue of Life.